# The Solar-Myth Approach
The Solar-Myth Approach ist ein Jazzalbum von Sun Ra & His Solar-Myth Arkestra. Die im Wesentlichen angeblich 1970/71 in New York City entstandenen Aufnahmen erschienen 1971 auf zwei Langspielplatten auf dem französischen Label BYG Actuel; 2020 wurde auf Cosmic Myth eine remasterte Fassung des Albums veröffentlicht.

## Hintergrund
Editionsgeschichte 1971–2020
The Solar-Myth Approach wurde erstmals 1971 als Doppel-LP auf dem französischen Label BYG Actuel veröffentlicht und 1972 als zwei eigenständige LPs neu herausgebracht.Sun Ra hatte die Solar-Myth-Aufnahmen an BYG lizenziert oder verkauft; zwei der Eigner des Labels werden als Produzenten genannt. Das Label Charly Records, das nach dem Bankrott des Labels aus dessen Resten entstanden ist und von einem der BYG-Partner gegründet wurde, übernahm das Eigentum an unzähligen BYG-Veröffentlichungen, so auch an diesen Aufnahmen von Sun Ra. Seit dem Untergang von BYG wurden die Solar-Myth Approach-Alben in einer Reihe von Editionen in schlechterer Qualität in verschiedenen Formaten neu aufgelegt: So wurden die beiden getrennten Teilbände wurden von Affinity auf einer CD wiederveröffentlicht (allerdings aus Platzgründen ohne Strange Worlds). Später wurde das vollständige Material von Charly auf einer Doppel-CD veröffentlicht. Weiterhin erschienen eindeutige Bootlegs. 2020 wurde auf Cosmic Myth eine remasterte Fassung auf der Basis der besten verfügbaren Quellen (Bänder und Langspielplatten) veröffentlicht.
Diskussionen um die Herkunft des Materials
Auf dem Cover der Original-LP von BYG war angemerkt worden, dass dieses Material „aufgenommen in den Sun Studios, New York, 1970–71“ worden war, was mehrfach bezweifelt wurde, so bereits von John Szwed in seiner Biographie Space Is the Place: The Lives and Times of Sun Ra (2000). Ebenso datieren auch Robert L. Campbell und Christopher Trent in ihrer Sun-Ra-Diskographie The Earthly Recordings of Sun Ra (2. Aufl., veröffentlicht 2000) die frühesten Tracks auf 1967 und die spätesten auf 1970. „Das meiste Material stammt offensichtlich aus New York und wurde 1967-1968 aufgenommen (einige Stücke könnten sogar noch früher [entstanden] sein). Einige Titel stammen aus der frühen Philadelphia-Periode 1969/70. Die Besetzungsangaben, die auf den BYG-Veröffentlichungen gelistet wurden (vgl. Kasten), seien lediglich als Leitfaden zu verwenden, aber die Angaben zu Trompetern und Posaunisten müssten (wie für diesen Zeitraum üblich) korrigiert werden, Tommy „Bugs“ Hunter wurde nicht am Schlagzeug genannt, und Ras Clavinet wurde als „clarinet“ (=Klarinette) falschgeschrieben.“ Irwin Chusid ist der Ansicht, dass die von ihnen angegebene Variationsbreite glaubwürdiger sei als „Sun Ras übliche Trickserei“ [bei den Besetzungsangaben].
Bezugnehmend auf den Vorbehalt: „Einige Elemente könnten sogar noch früher sein“ glaubt Michael D. Anderson vom Sun Ra Music Archive, dass „They'll Come Back“ (aus Vol. 1) und „Ancient Ethiopia“ (aus Vol. 2) entweder in Chicago oder in den ersten Jahren in New York im Choreographer's Workshop aufgenommen wurden. Verglichen mit allem anderen auf dem Solar-Myth-Ansatz sind die straffen Arrangements von „They'll Come Back“ und „Ancient Ethiopia“ stilistisch „Ausreißer. Sie klingen nicht wie das, was Sun Ra in den späten 1960er Jahren produziert hat, aber sie klingen vergleichbar mit seinen Arrangements aus den späten 1950er- und frühen 1960er-Jahren.“ Nach Ansicht von Campbell stammt „They'll Come Back“ aus der Choreographers Workshop-Phase und entstand 1963–65.
Anderson glaubt auch, dass „Realm of Lightning“ (auf Vol. 1) und „The Utter Nots“ (von Vol. 2) bereits im Jahr 1962 bzw. 1964 im Choreographer's Workshop entstanden sind. Bei diesen Sessions seien Titel entstanden, die auf den Saturn-Alben Art Forms of Dimensions Tomorrow und Cosmic Tones for Mental Therapy veröffentlicht wurden. „Dieses Material ist ausschlaggebend für Sun Ras Entwicklung weg gewesen von den [landläufig] mit „Jazz“ verbundenen Konventionen und hin zu etwas Eigenwilligerem und Unklassifizierbarem“.
Stilistisch gesehen sind Irwin Chusid zufolge die beiden Alben eine Sammlung von Titeln aus verschiedenen undokumentierten Sessions in New York und Philadelphia in den späten 1960er Jahren, während einige möglicherweise aus den späten 1950er-Jahren stammen, als Sun Ra und das Arkestra in Chicago ansässig waren. Es gebe keine spezifischen Session-Auszeichnungen für diese Titel, und eine identische Personalliste erschien auf beiden Solar-Myth-LPs, deren Genauigkeit angezweifelt werden darf. Ra war kein akribischer Kommentator seiner eigenen Veröffentlichungen; die aufgeführten Spieler, Daten, Orte und sogar Titel sind manchmal unzuverlässig. Sun-Ra-Forscher hätten versucht, beteiligte Spieler im Allgemeinen nach ihrem Stil zu identifizieren und Aufnahmejahre schätzen und den Standort bestimmen, indem sie die rotierende Mitgliedschaft des Arkestra ausfindig machen; darüber hinaus bieten Arrangiertechniken, Instrumentierung, Titel-Urheberrechte, Konzertrouten und Studioatmosphäre Anhaltspunkte für eine genauere Identifizierung, so Chusid.

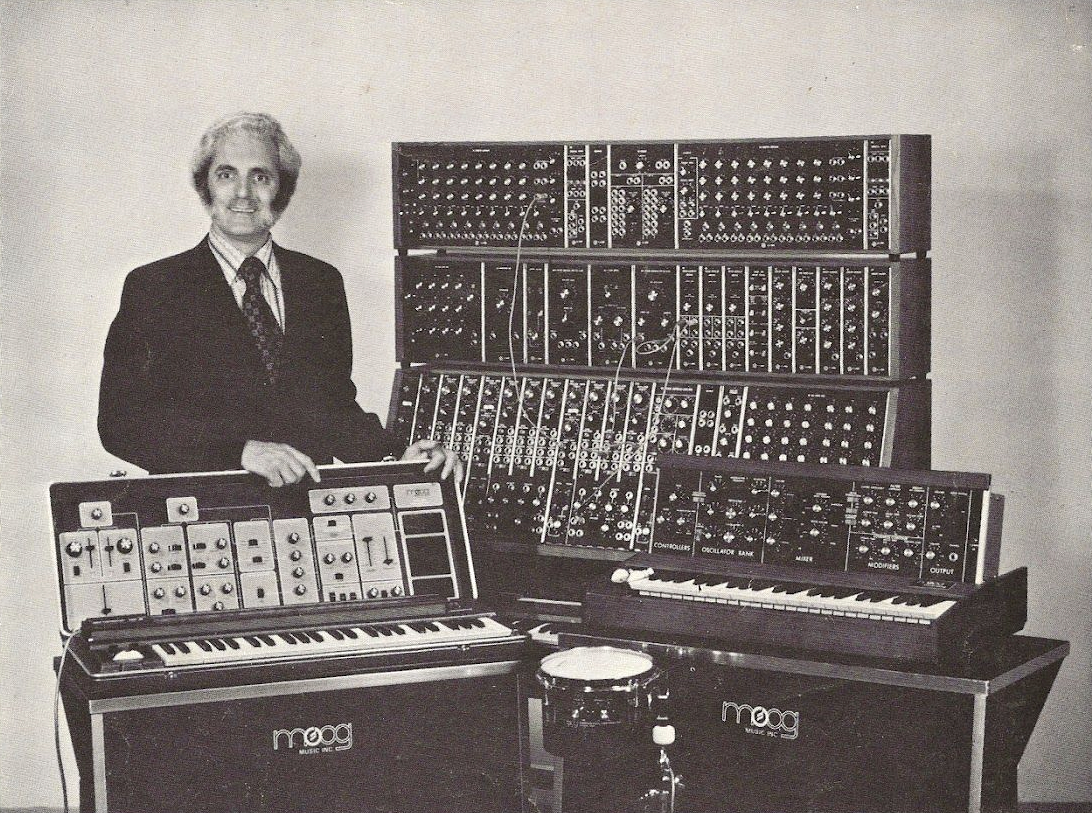
Robert Moog mit einigen seiner Synthesizer in den frühen 1970er Jahren

Die Solo-Tracks auf dem Moog-Synthesizer, „Seen III, Took 4“ (Vol. 1) und „Scene 1, Take 1“ (Vol. 2) sind laut The Earthly Recordings als auf einem Moog Minimoog gespielt aufgeführt. Ra hatte dieses Instrument 1970 von Robert Moog selbst erhalten – dem Jahr, in dem es auch entwickelt wurde – einen der Prototypen, den er mit auf Tournee nahm. Bereits im Vorjahr hatte Ra das New Yorker Studio von Gershon Kingsley besucht und auf Kingsleys modularem Moog aufgenommen (diese Aufnahmen hatte er auf Saturn 1970 als Album My Brother the Wind veröffentlicht). Da Sun Ra auf der Tastatur einen größeren Bereich spielte als auf einem Minimoog, handelt es sich bei den beiden Soli um einen modularen Moog. Laut Anderson wurde "Scene 1, Take 1" mit einer Bandgeschwindigkeit von 3-3/4 ips aufgenommen, aber für die ursprüngliche BYG-LP wurde es – aus unbekannten Gründen – mit 7-1/2 ips abgespielt. Daher wurde dieser Track immer mit doppelter Geschwindigkeit gehört. Die ursprüngliche LP-Version blieb als Track #3 in der Vol. 2-Sequenz, und die Version, die widerspiegelt, was Ra tatsächlich gespielt hatte, wurde in die remasterte digitale Ausgabe von Vol. 2 als Bonustrack aufgenommen.
Die Verbindung Sun Ras zum Label BYG/Actuel
In einem Gespräch im Jahr 2019 erklärte der Sun-Ra-Experte John Corbett, dass Sun Ra als Bandleader mit dem Arkestra in den späten 1960er und 1970er Jahren auf Tournee oft einen Koffer mit Tonbändern mit sich führte. Diese Bänder waren ein Sammelsurium von Stilen, Sessions und Bandkonfigurationen aus zufälligen Perioden in der Geschichte der Tonaufnahmen von Sun Ra. Laut Corbett benötigte Sun Ra in mehreren sehr wahrscheinlichen Fällen während Auslandstourneen Mittel für den Rückflug oder die Reisekosten, weil er mit seinen Musikern strandete, und verkaufte solche Bänder (oder Kopien davon) an europäische Labels. Die Banddokumentation könnte dabei nur sehr knapp bis gar nicht vorhanden sein, was die Labels dazu veranlassen würde, Daten, Titel und Personal zu erraten oder sich auf knappe (oder erfundene) Informationen von Sun Ra zu verlassen. Irwin Chusid zufolge ist es daher sehr wahrscheinlich, dass BYG die Solar-Myth-Bänder auf diese Weise erworben hat.
Die Solar-Myth Approach Aufnahmen im Repertoire des Sun Ra Arkestra
Einige Titel wurden in den Sun-Ra-Kanon aufgenommen (z. B. „Satellites Are Spinning“, „They’ll Come Back“, „Outer Spaceways Inc.“), während andere hier und nirgendwo sonst erscheinen (z. B. „Realm of Lightning“, „The Utter Nots“, „Die Abenteuer von Bugs Hunter“).
Ra spielt Hohner Clavinet, elektrische Celeste, Mini Moog, Synth-Streicher, akustisches Klavier, Spacemaster-Orgel und Gibson Kalamazoo zusammen mit Perkussion. Die Gesangsnummern „Outer Spaceways, Inc.“ und „The Satellites are Spinning“ mit June Tyson und John Gilmore wurden überarbeitet und in Ras Filmmusik zu Space Is the Place wiederverwertet, erschienen auf Space Is the Place (1994).

## Titelliste
- Sun Ra & His Solar-Myth Arkestra: The Solar-Myth Approach  Vol. 1 ()[6]

1. Spectrum	4:52
2. Realm of Lightning	12:00
3. The Satellites Are Spinning	3:25
4. Legend	9:44
5. Seen III, Took 4	3:25
6. They'll Come Back	3:51
7. Adventures of Bugs Hunter	6:25

Mögliche Aufnahmeorte und Jahre:
- Sun Studios, New York City 1965-1969; Track 1, 3, 4, 7
- Choreografers‘ Workshop, 1962-1965; Track 2, 6
- Gershon Kingsley Studio, New York, 1969: Track 5

- Sun Ra & His Solar-Myth Arkestra: The Solar-Myth Approach  Vol. 2 (BYG Records – 529 341)[7]

1. The Utter Nots	11:00
2. Outer Spaceways, Inc.	1:05
3. Scene 1, Take 1	8:02
4. Pyramids	2:22
5. Interpretation	7:30
6. Ancient Ethiopia	2:43
7. Strange Worlds	8:27
8. Scene 1 Take 1 (True-Speed Version) 16:27

Die Kompositionen von stammen Sun Ra.
Mögliche Aufnahmeorte und Jahre:
- Sun Studios, New York, 1965–1969: Tracks 2, 4, 5
- Choreographer's Workshop, New York, 1962–1965: Tracks 1, 6
- Gershon Kingsley Studio, New York, 1969: Tracks 3, 8
- Fondation Maeght, Frankreich, 1970: Track 7

## Rezeption
Wie bei vielen Alben, die der Bandleader aus unterschiedlichen Sessions zusammengestellt hat, gebe es auf den beiden Solar-Myth-Alben für jeden Sun-Ra-Fan etwas wertzuschätzen – und einige Dinge, die Gelegenheitsfans weniger „liebenswert“ finden werden, meinte Irwin Chusid. Wie bekannt, erhalte man mit Sun Ra „alles außer Konsistenz und Vorhersagbarkeit“. Die Solar-Myth-Tracks würden bis zum Äußersten rasen, die Stile einer non sequitur nebeneinander gestellt und die Audioqualität schwanke. Für ein Sun Ra-Album gelte dies als „zusammenhängend“.
Nach Ansicht von Richard Cook und Brian Morton, die das Album in The Penguin Guide to Jazz mit drei Sternen auszeichneten, sei dieses Album eine gute Alternative zu Outer Spaceways Incorporated, [entstanden in New York City 1968, erschienen 1971 auf Black Lion Records]. Nach Jahren von Platten mit niedrigen Klangqualität komme hier das Arkestra mit klanglicher Klarheit und räumlicher Trennung durch. Die umfangreichen elektronischen Verwischungen seien sowohl atmosphärisch als auch strukturell subtil und würden eine „Geister“-Band von Blechbläsern in einem fremdartigen Kontrapunkt zu den bemerkenswert melodischen Hauptthemen suggerieren. Man neige dazu, sich nicht an einzelne Kompositionen von Sun Ra zu erinnern, aber „Outer Spaceways Inc“ sei zu einem festen Bestandteil des Repertoires geworden.
Lindsay Planer verlieh dem Album in Allmusic viereinhalb Sterne und schrieb, auch wenn diese Sammlung für Uneingeweihte möglicherweise nicht die höchste Priorität habe, gebe es auf diesen CDs ein enormes Spektrum an Klängen von Ra und dem Arkestra. Volume One reicht von der atonalen Kargheit des Keyboardsolos „Seen III Took 4“ bis zum ebenso intimen Ensemblewerk von „Adventures of Bugs Hunter“, außerdem perkussivere Werke wie „Realm of Lightning“ .Dem gegenüber würden die Darbietungen auf Volume Two  einen merklich härteren und aggressiveren Sound des Arkestra bieten. „The Utter Nots“ sei ein klassisches Beispiel für viele Arrangements der frühen 1970er, mit einigen inspirierten und flinken Klängen von Ronnie Boykins auf dem Kontrabass. Bemerkenswert seien auch frühen Fassungen von „Outer Spaceways, Inc.“ und „The Satellites are Spinning“.
In All About Jazz zählte Chris May das Album zu Sun Ras zehn besten afrofuturistischen Alben. „Wie für Duke Ellington war für Sun Ra das primäre Instrument seine Band“, schrieb der Autor. Aber er sei auch ein faszinierend einfallsreicher Keyboarder gewesen, nicht so sehr auf dem akustischen Piano, sondern auf elektronischen Instrumenten, wo es ihm eher um neue Texturen als um lineare Improvisation ging. Größtenteils sind die beiden Solar Myth-Alben keine Solowerke, dennoch seien es eher Sun Ras Keyboards als das Arkestra, die hier im Mittelpunkt der Aufmerksamkeit stünden und die den Großteil der Soli übernehmen. Die Klänge, die Sun Ra heraufbeschwöre, klängen so spacig, wie es die Bandbreite der Instrumente vermuten lasse. Marshall Allen und John Gilmore würden gelegentlich Alt- und Tenorsaxophon-Soli darbieten, aber wie der Rest des Arkestra könne man sie hauptsächlich auf Saiten- und Schlaginstrumenten hören, worauf sie die Klanglandschaft für Sun Ras Tasteninstrumente beitrügen.
John Diliberto (Echoes.org) schrieb, dies ist eine weitere Platte, die der Musik viel Raum schaffe, unterbrochen von bewusstseinserweiternden Improvisationen. Das erste Stück sei eine prototypische Weltraumarbeit, bei der Ra einen Trance-Puls spiele, während sie Bläser in lang anhaltenden Tönen dröhnen und eine geheimnisvolle und bedrohliche Stimmung erzeugten.

## Revidierte Besetzungsliste

### The Solar-Myth Approach Volume 1
- Sun Ra and His Solar Myth Arkestra: Ali Hassan (tb) oder Charles Stephens (trb), Bernard Pettaway (b-trb), Marshall Allen, Danny Davis (as), möglicherweise Danny Ray Thompson (as), John Gilmore (ts), Pat Patrick (bar), Sun Ra (Hohner Clavinet)

Spectrum
- Bernard Pettaway (b-trb), Art Jenkins (space voice), Ronnie Boykins (kb), Clifford Jarvis (dr), Sun Ra, John Gilmore, Marshall Allen (perc), Thomas „Bugs“ Hunter (perc, reverb), Art Jenkins (space voice)

Realm of Lightning
- Ali Hassan, Charles Stephens (trb), Marshall Allen, James Jacson (oboe), Danny Davis (as), Sun Ra (Hohner Clavinet), Lex Humphries (dr)

Legend
- möglicherweise Ali Hassan (trb), Marshall Allen, Danny Davis (fl), John Gilmore (ts), Sun Ra (el-celeste, p), Ronnie Boykins (kb), Lex Humphries (dr)

They'll Come Back
- Marshall Allen (Piccoloflöte), Sun Ra (Hohner Clavinet), Ronnie Boykins (kb), Thomas „Bugs“ Hunter (dr), möglicherweise Nimrod Hunt (hand-dr)

Adventures of Bugs Hunter
Das Album wurde zwischen 1967 (möglicherweise bereits vor 1965, siehe oben) und Anfang 1970 in sieben Aufnahmesessions in unterschiedlicher Besetzung eingespielt:

### The Solar-Myth Approach Volume 2
- Sun Ra (strings, p innards), Marshall Allen, John Gilmore (Streichinstrumente), möglicherweise Pat Patrick (Streichinstrument), mögl. Ronnie Boykins (viola, dutar) mögl Nimrod Hunt (Streichinstrument) (New York City, um 1967)

Interpretation
- Sun Ra and His Solar Myth Arkestra: Wayne Harris (tp) oder Jothan Callins (tp), Bernard Pettaway (trb), Marshall Allen (fl), Danny Davis (as), möglicherweise Danny Ray Thompson (as), John Gilmore (ts), Robert Cummings (b-cl), Pat Patrick (bar), Sun Ra (p), Ronnie Boykins (kb) möglicherweise Lex Humphries (dr), möglicherweise Thomas „Bugs“ Hunter (dr) (New York, 1967 oder 1968)

Ancient Ethiopia
- Bernard Pettaway (trb-2) James Jacson (Fagott-2), Sun Ra (Hohner Clavinet), möglicherweise Lex Humphries (dr-1), Nimrod Hunt (hand-dr-1) June Tyson, John Gilmore (vcl)

The Satellites Are Spinning; Outer Spaceways Incorporated
- Sun Ra (synt)

Scene 1, take 1; Scene III, Took 4
- Sun Ra and His Solar Myth Arkestra: möglicherweise Wayne Harris (tp), Ali Hassan, Charles Stephens (trb), Marshall Allen (as, perc), Danny Davis (as, alto-cl, perc), John Gilmore (ts, perc), Pat Patrick (bar, perc), Robert Cummings (b-cl, perc), Sun Ra (p), Ronnie Boykins (kb), Clifford Jarvis (dr), James Jacson (log-drums) (New York, wohl 1968)

The Utter Nots
- Sun Ra (Hohner Clavinet), (wahrscheinlich Philadelphia, 1969 oder 1970)

Pyramids
- Sun Ra and His Solar Myth Arkestra: Kwame Hadi [alias Lamont McClamb] (tp), Akh Tal Ebah [D.E. Williams] (space mellophpn),  Marshall Allen (as, picc-fl), Danny Davis (as, fl), John Gilmore (ts), Robert Cummings (b-cl), Danny Ray Thompson (bar, fl), Ronnie Boykins (kb), Sun Ra (org), Clifford Jarvis (dr) möglicherweise Lex Humphries (dr), James Jacson, Nimrod Hunt  [Carl S. Malone] (perc), N.N. (perc), June Tyson (vcl)

Strange Worlds